# Daniela Andrade
Lesly Daniela Andrade Rivera (n. 15 de agosto de 1992) es una cantante y compositora hondureña-canadiense. Comenzó a publicar videos en YouTube de sus versiones de canciones de Beyonce, Nirvana y Edith Piaf en marzo de 2008. En 2023 logró un total de 1,99 millones de suscriptores y más de 300 millones de visitas en YouTube. También publica música en SoundCloud y Spotify.
Andrade ganó seguidores con canciones como "The Scientist" de Coldplay y "Fly Me to the Moon" de Frank Sinatra en 2009, pronto aumentó la frecuencia de sus publicaciones y finalmente lanzó un EP de canciones originales, The Things We've Said. en 2012. Posteriormente volvería a lanzar una colección Covers, vol. 1, así como el EP de Navidad. Su versión discreta de "Crazy" de Gnarls Barkley habría de volverse viral en 2014, al igual que su versión acústica de "La Vie en Rose" de Edith Piaf. Con su música ha colaborado apareciendo en comerciales y programas de televisión, incluidos Supergirl, Suits y The Umbrella Academy.
Ganó el Premio Vista en 2015 y fue nominada a los Premios Juventud en 2016 en la categoría creador de éxitos favorito. En 2020, ganó el premio Hi-Fidelity Award del premio Prism, en honor a sus innovadores vídeos musicales.

## Discografía

### Álbumes
- Things We've Said (2012)
- Covers, Vol.1 (2013)
- Tamale (2019)

### EPs y sencillos
- Bright Blue (2011)
- The Christmas EP (2013)
- Latch (2014)
- Crazy In Love (2014)
- La Vie En Rose (2015)
- Shore (2016)
- Nothing Much Has Changed, I Don't Feel The Same (2020)

### Vídeos musicales
- Sound (2016)
- Shore (2016)
- Digital Age (2016)
- Come around (2016)
- Gallo Pinto (2019)
- Genesis (2019)
- Sometimes I Don't (2019)
- Polly Pocket (2020)
- Tamale (2020)
- puddles (2020)
- K. L. F. G. (2020)
- Nothing Much Has Changed, I Don't Feel The Same (2020)